# 台灣永續治理大學聯盟
台灣永續治理大學聯盟（英語：Taiwan University Alliance for Sustainable Governance，TUASG），簡稱臺永聯，創立於2022年11月18日，由國立臺灣大學、國立臺灣師範大學、國立臺灣科技大學、國立中央大學、國立中興大學、國立中山大學、國立台灣海洋大學、國立屏東科技大學，以及國立東華大學共九大學府組成，以因應全球永續發展治理之挑戰。台灣永續治理大學聯盟之建立目標為：建立大學永續治理交流網絡、設立永續專責單位、改善校園治理缺口、確立低碳轉型及韌性調適目標。

## 聯盟成員
- 國立臺灣大學
- 國立臺灣師範大學
- 國立臺灣科技大學
- 國立中央大學
- 國立中興大學
- 國立中山大學
- 國立臺灣海洋大學
- 國立屏東科技大學
- 國立東華大學